# Дженцоне
Дженцоне (італ. Genzone) — колишній муніципалітет в Італії, у регіоні Ломбардія,  провінція Павія. З 1 січня 2016 року Дженцоне є частиною новоствореного муніципалітету Кортеолона-е-Дженцоне.
Дженцоне розташоване на відстані близько 450 км на північний захід від Рима, 34 км на південь від Мілана, 16 км на схід від Павії.
Населення — 355 осіб (2014).

## Демографія
Населення за роками:

Станом на 31 грудня 2014 року в муніципалітеті офіційно проживав 31 іноземець з 4 країн, серед них 23 громадяни країн Євросоюзу та 6 громадян України.

## Сусідні муніципалітети
- Коп'яно
- Кортеолона
- Філігера
- Джеренцаго